# Kandeel

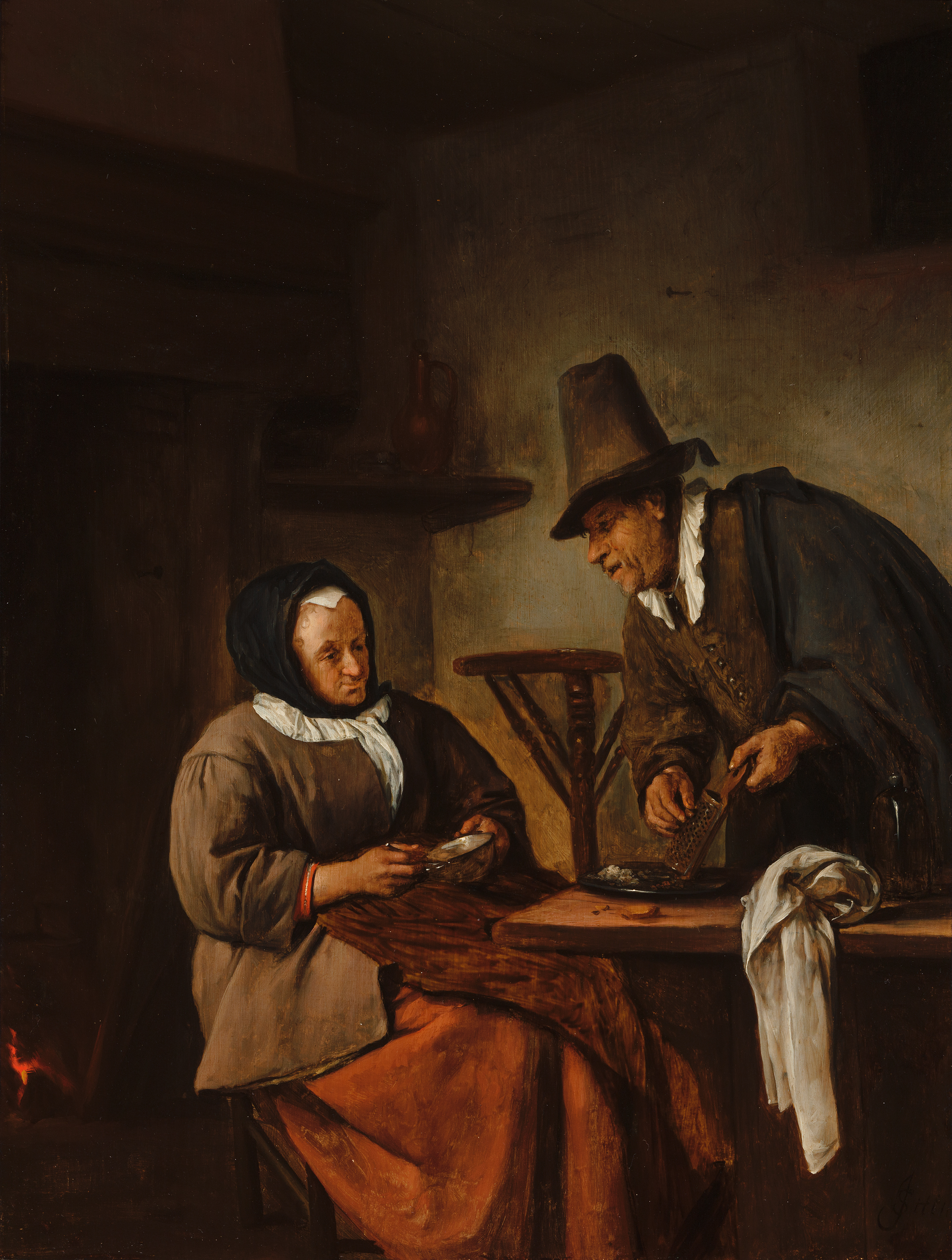
De kandeelmakers, 1656-1660, door Jan Steen

Kandeel is, net als kraamanijs, een traditionele kraamdrank die sinds de 17e eeuw bij kraamfeesten wordt geschonken. 
Het romige, gele drankje heeft een alcoholpercentage van 17%. Kandeel lijkt een beetje op advocaat, vanwege de brandewijn en de eieren. 
In vroeger tijden maakte men deze drank zelf, tegenwoordig is hij kant-en-klaar te koop bij slijters. 

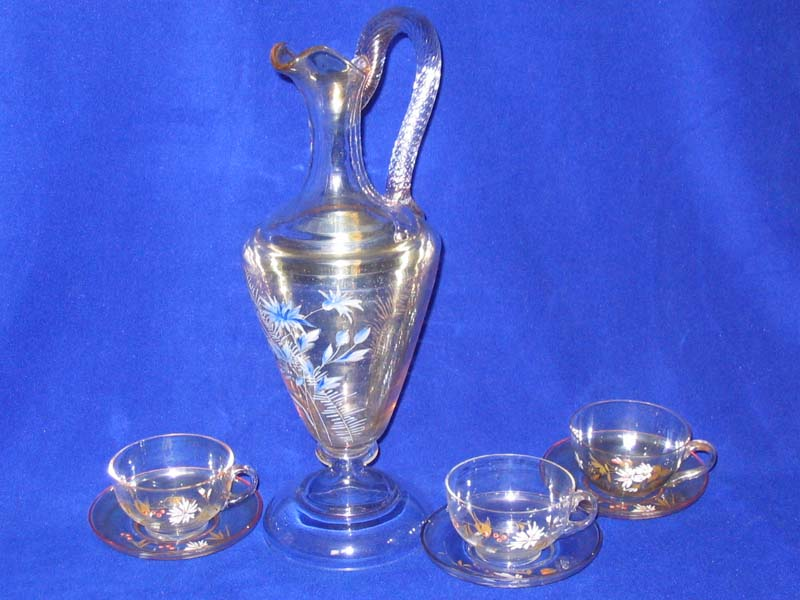
Kandeelstel

Het woord "kandeel" is afgeleid van het Latijnse caldellum, wat warm drankje betekent. Volgens de traditie moet de vader de kandeel roeren met een pijpje kaneel, in aanwezigheid van de kraamvisite. De kraamheer draagt daarbij een zijden mutsje met linten van de kraamvrouw. Het ritueel zou de boze geesten bij moeder en kind moeten verdrijven.

## Trivia
Bij de geboorte van prinses Beatrix in 1938 werd kandeel nog officieel geschonken op Paleis Soestdijk. Het lepelen van kandeel gebeurde ook bij de geboorte van diverse Oranje-prinsjes eind jaren 60.

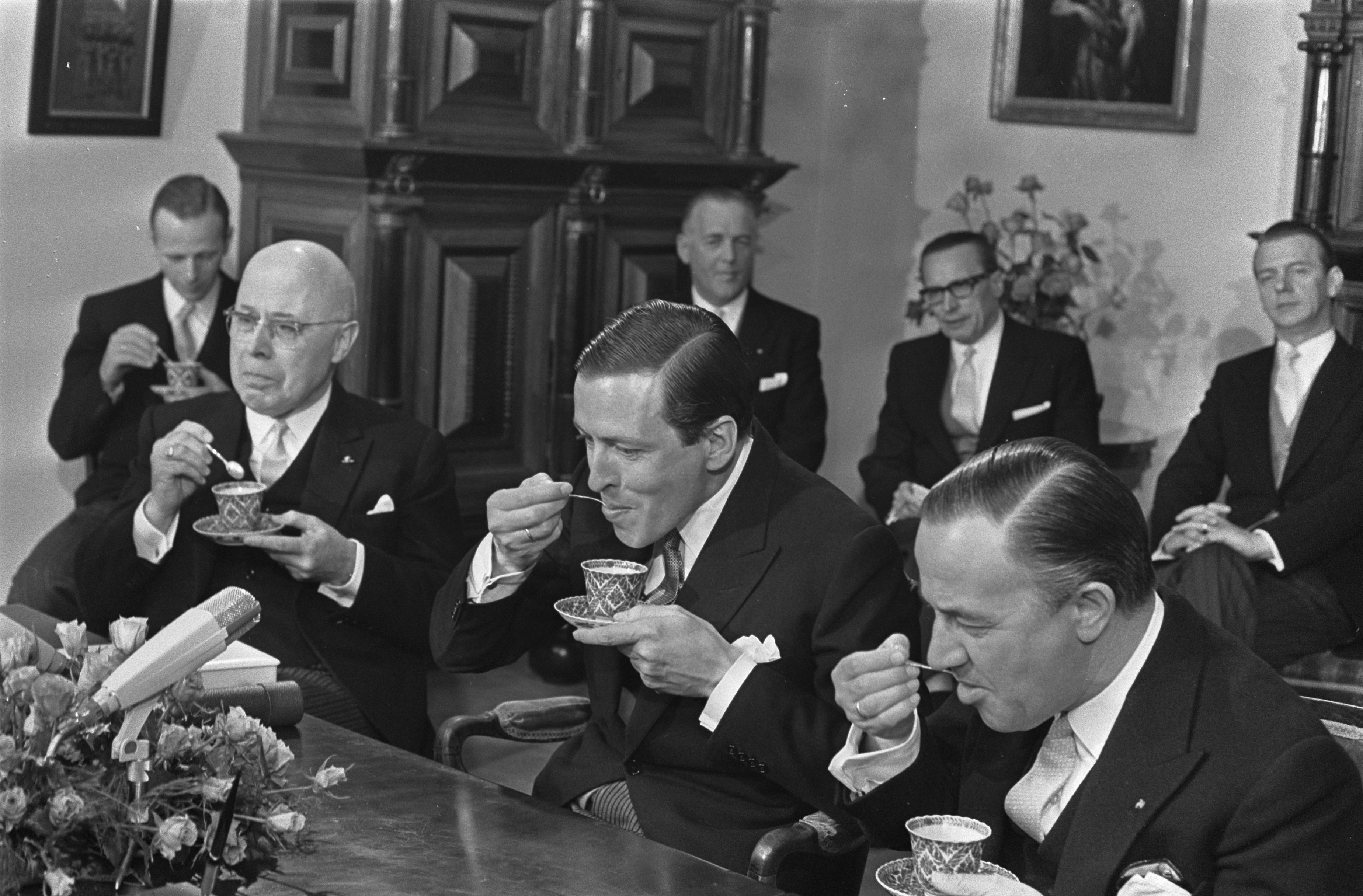
Louis Beel, prins Claus en Piet de Jong lepelen kandeel binnen bij de geboorte-aangifte van Willem-Alexander (1967)
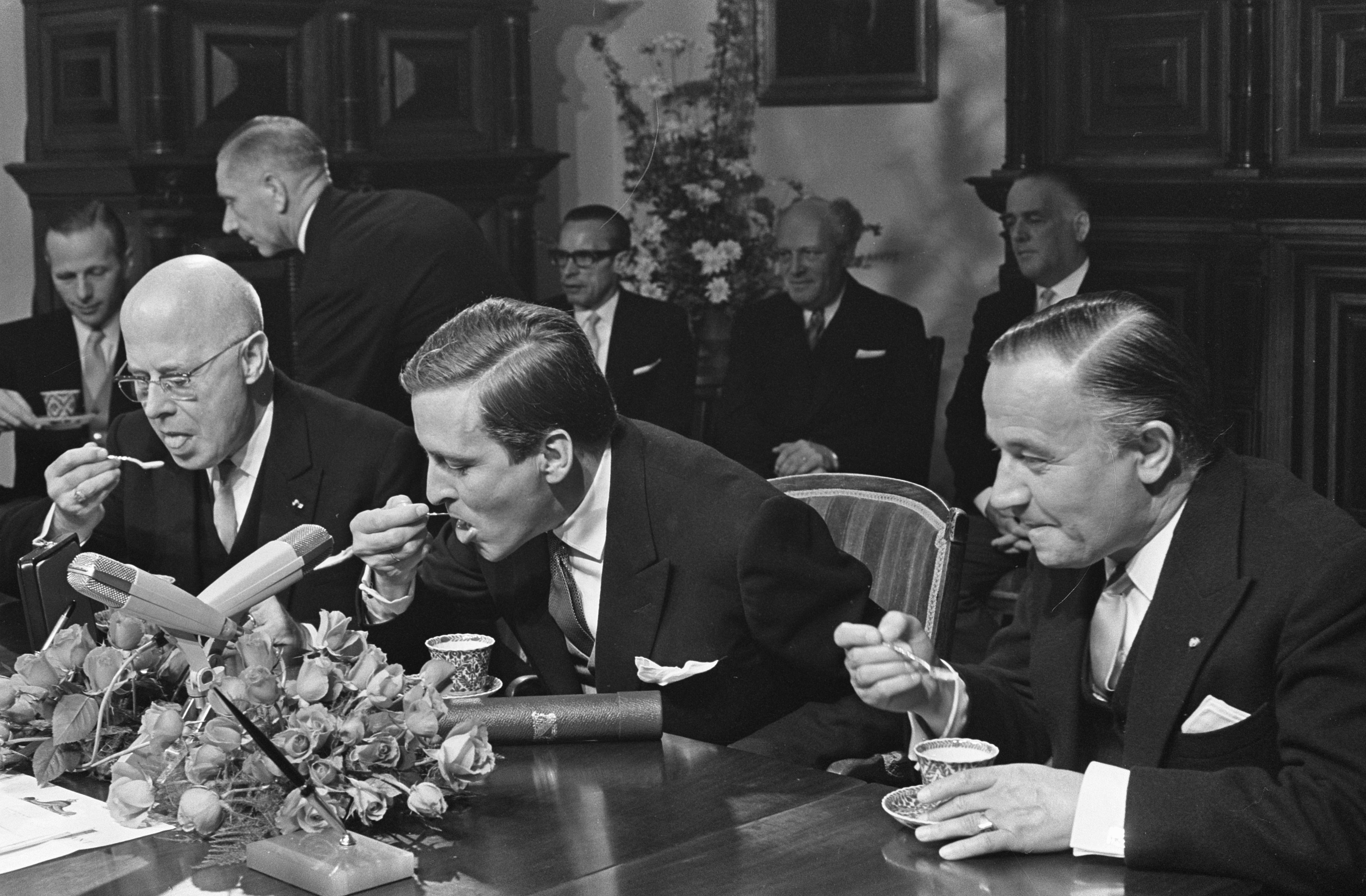
Louis Beel, prins Claus en Piet de Jong lepelen kandeel bij de geboorte-aangifte van prins Friso (1968)
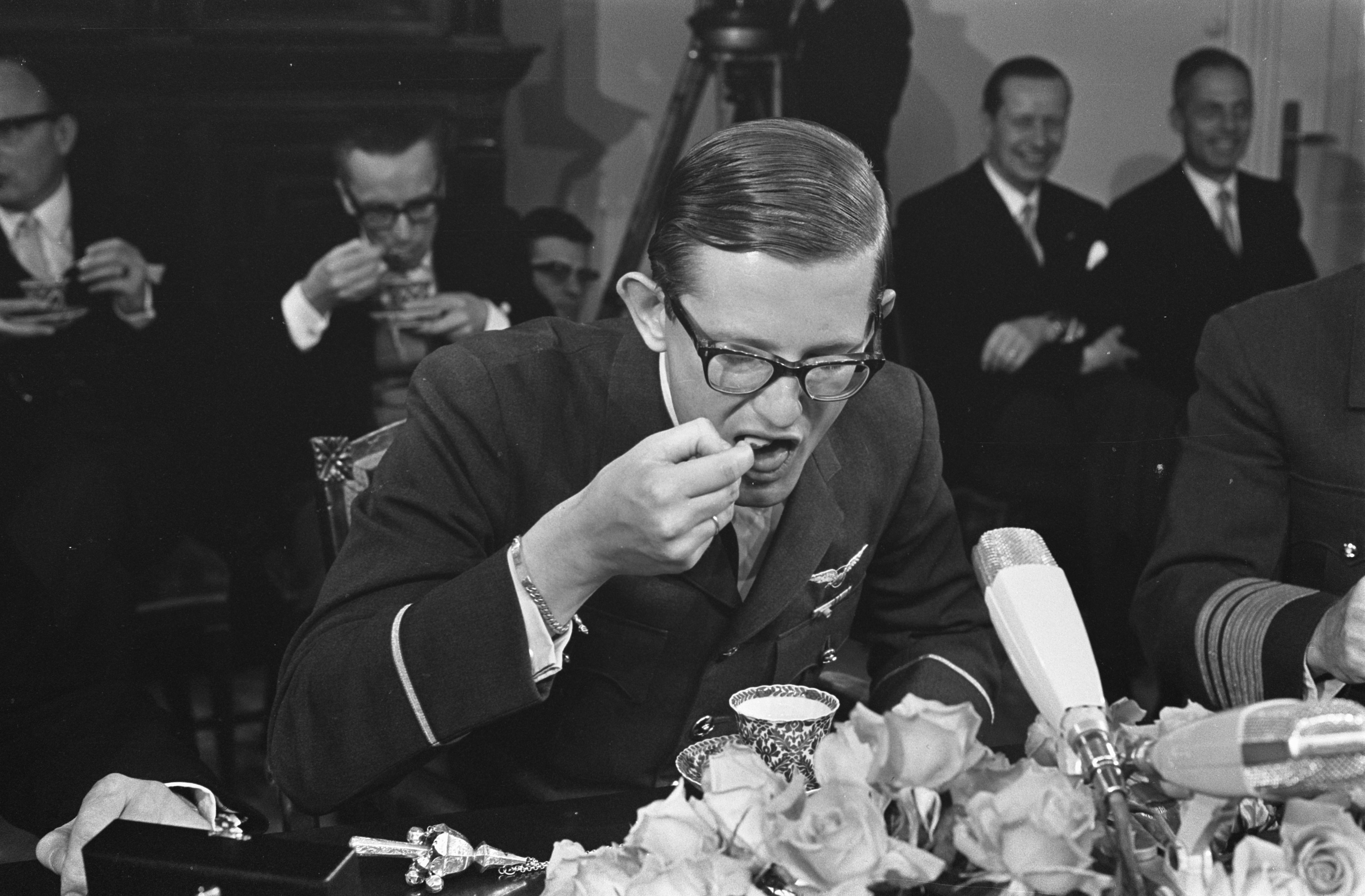
Pieter van Vollenhoven drinkt kandeel bij de geboorte-aangifte van prins Maurits (1968)

Advocaat · Coquito · Eggnog · Kandeel · Kogel mogel · Ponche Crema · Tokkelroom · Zabaglione